# مايك غيبهارت
مايك غيبهارت (بالإنجليزية: Mike Gebhardt) هو متسابق يخت أمريكي، ولد في 25 نوفمبر 1965 في كولومبوس في الولايات المتحدة.

## وصلات خارجية
- مايك غيبهارت على موقع الاتحاد الدولي للملاحة الشراعية (موقع جديد) (الإنجليزية)
- مايك غيبهارت على موقع الاتحاد الدولي للملاحة الشراعية (موقع قديم) (الإنجليزية)
- مايك غيبهارت على موقع الاتحاد الدولي للملاحة الشراعية (موقع قديم) (الإنجليزية)
- مايك غيبهارت على موقع اللجنة الأولمبية الدولية (الإنجليزية)
- مايك غيبهارت على موقع أوليمبيديا (الإنجليزية)